# Гулдов појас
Гулдов појас (енгл. Gould Belt) је звездани прстен у Млечном путу, удаљена око 3000 светлосних година од Земље. Сматра се да је појас стар између 30-50 милиона година, и непознатог порекла је. Добио је име по Бењамину Гулду који је појас открио 1879. Појас садржи многе светле звезде у многим сазвежђима, укључујући и Цефеј, Гуштер, Персеј, Орион и још многа сазвежђа.